# Condado de Marshall (Mississippi)
O Condado de Marshall é um dos 82 condados do estado norte-americano do Mississippi. A sua sede de condado é Holly Springs, que é também a sua maior cidade.
O condado tem uma área de 1839 km² (dos quais 8 km² estão cobertos por água), uma população de 37 144 habitantes, e uma densidade populacional de 20,3 hab/km² (segundo o censo nacional de 2010). O condado foi fundado em 1836 e o seu nome é uma homenagem a John Marshall (1755–1835), um dos revolucionários participantes da Guerra de Independência dos Estados Unidos, diplomata e jurista, quarto Chefe de Justiça dos Estados Unidos e presidente do Supremo Tribunal dos Estados Unidos.